# Mleczaj śluzowaty

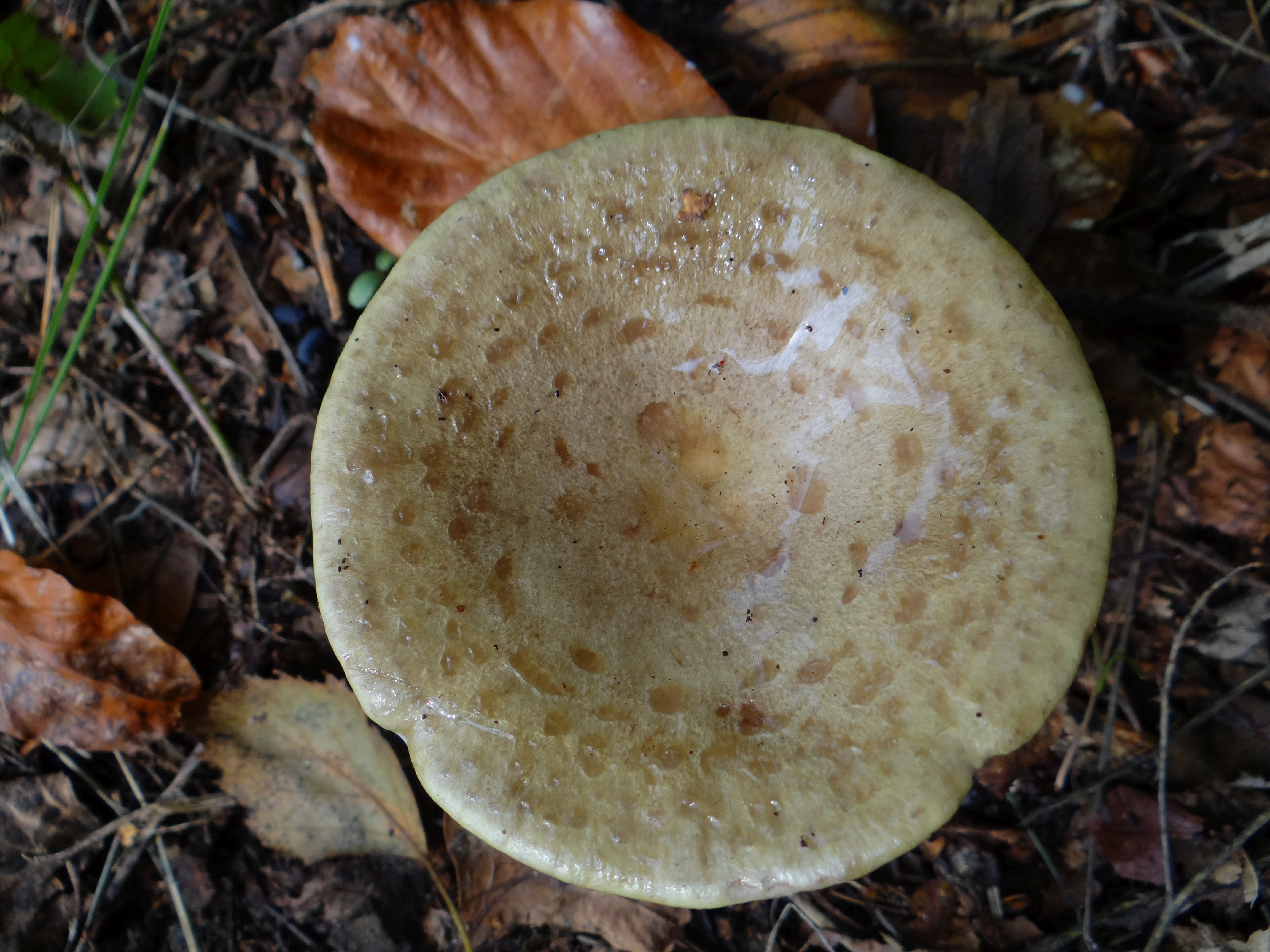
Charakterystyczna powierzchnia kapelusza

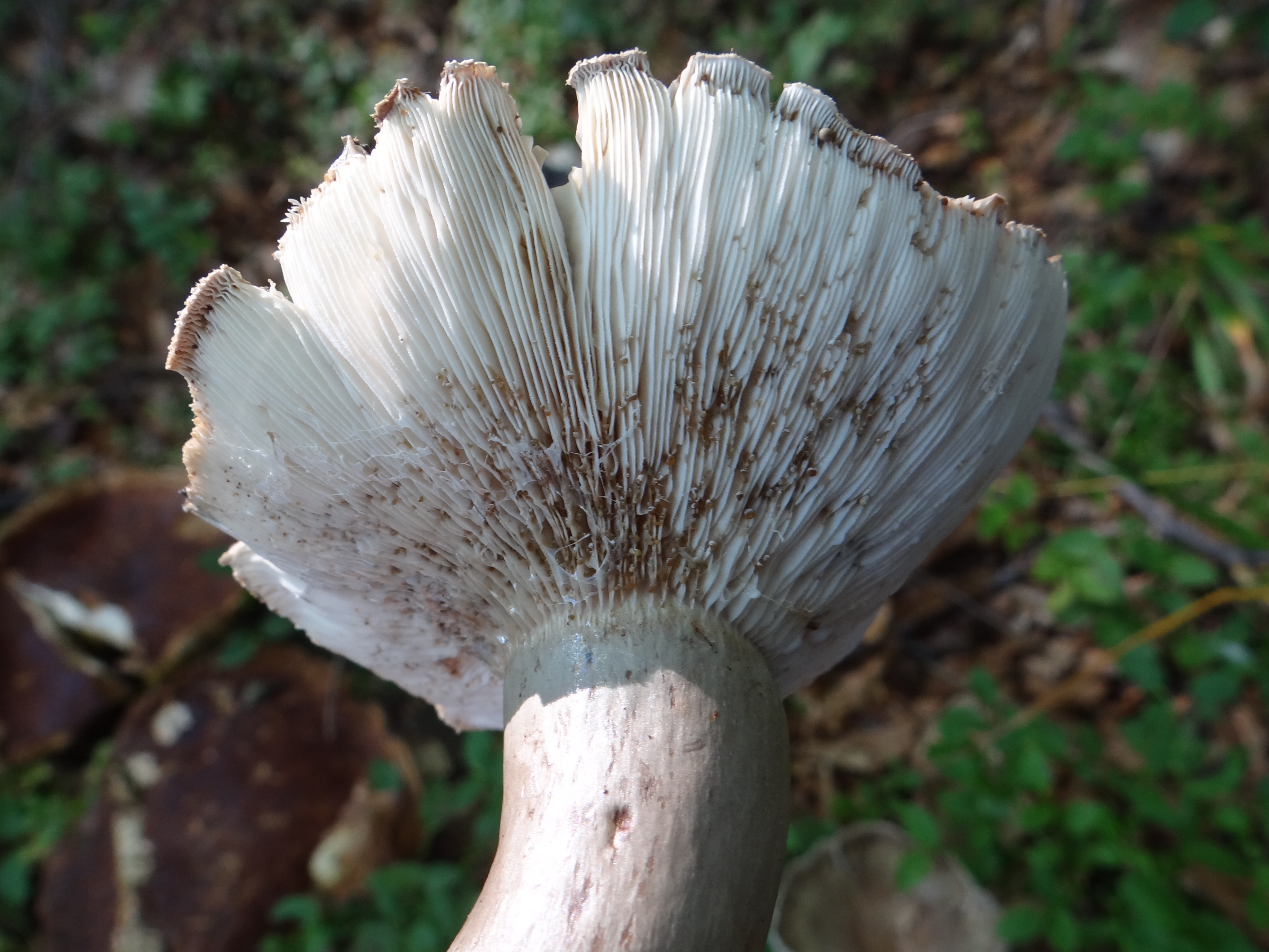
Starszy okaz z zaschłymi kropelkami mleczka na blaszkach

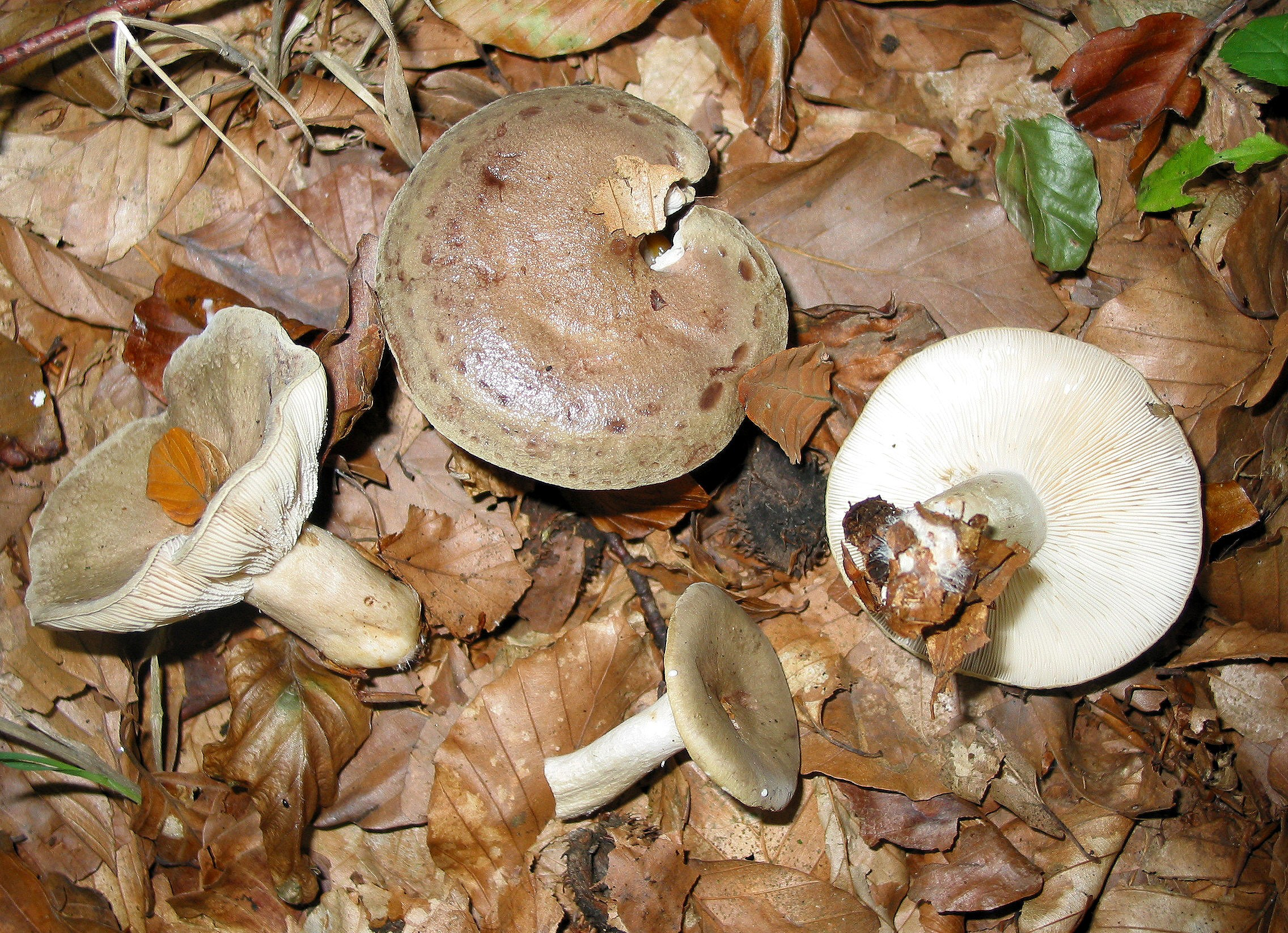

Mleczaj śluzowaty (Lactarius blennius (Fr.) Fr.) – gatunek grzybów z rodziny gołąbkowatych (Russulaceae).

## Systematyka i nazewnictwo
Pozycja w klasyfikacji według Index Fungorum: Lactarius, Russulaceae, Russulales, Incertae sedis, Agaricomycetes, Agaricomycotina, Basidiomycota, Fungi.
Po raz pierwszy takson ten zdiagnozował w 1815 r. Elias Fries, nadając mu nazwę Agaricus biennius. Obecną nazwę nadał mu ten sam autor w 1838 r. przenosząc go do rodzaju Lactarius. Niektóre synonimy naukowe:

- Agaricus blennius Fr. 1815
- Agaricus viridis Schrad. 1794
- Galorrheus blennius (Fr.) P. Kumm. 1871
- Lactarius albidopallens (J.E. Lange) J. Blum 1976
- Lactarius blennius (Fr.) Fr. 1838 var. blennius
- Lactarius blennius var. viridis A. Marchand 1980
- Lactarius viridis Quél. 1888
- Lactifluus blennius (Fr.) Kuntze 1891

Polską nazwę podali Barbara Gumińska i Władysław Wojewoda w 1983 r., wcześniej w polskim piśmiennictwie mykologicznym gatunek ten opisywany był też jako mleczaj lepki.

## Morfologia
Kapelusz
Średnica 5–20 cm, wcześnie lejkowaty, o brzegu podwiniętym i na ogół powyginanym, starszy również płatowaty lub grubo karbowany. Brzeg długo podwinięty i zazwyczaj nie rozprostowujący się do końca. Jest jednolicie oliwkowoszary do szarozielonego i tylko niekiedy wyraźnie, koliście pręgowany; młody – silnie oślizgły – starszy zwykle suchy i błyszczący.
Blaszki
Dosyć gęste, czasami rozwidlone, wąskie i zwężone zarówno na brzegu, jak i przy trzonie. Występują międzyblaszki. Początkowo blaszki są białe, później stają się słomkowe, w końcu jasnoochrowe. Podczas wilgotnej pogody łzawią. Po uciśnięciu zmieniają barwę na oliwkowobrązową. U starszych okazów ostrze blaszek staje się oliwkoworudo cętkowane.
Trzon
Wysokość 3–8 cm, grubość 1–2,5 cm, cylindryczny lub zwężający się ku podstawie, początkowo pełny, później watowaty lub pusty. Podczas suchej pogody powierzchnia błyszcząca, podczas mokrej lepka. Jest jaśniejszy od kapelusza. U starszych okazów trzon pokryty jest na całej długości płytkimi jamkami.
Miąższ
Gruby i twardy. Jest biały, tylko pod skórką kapelusza ma słaby oliwkowy odcień. U starszych okazów brązowieje. Smak ostry, brak wyraźnego zapachu.
Mleczko
Wydziela się obficie, jest białe lub wodnistobiałe. Nie zmienia barwy. W smaku bardzo piekące.
Cechy mikroskopowe
Wysyp zarodników jasnokremowy ze słabym cielistoróżowym odcieniem. Zarodniki owalne, o rozmiarach 7,5–8,5 × 6–7 μm. Powierzchnia siateczkowata z drobnymi brodawkami. Podstawki o rozmiarach 30–45 × 9–10,5 μm. Licznie występują cheilocystydy i pleurocystydy. Mają rozmiary 50–75 × 5–7 μm.
Gatunki podobne
Mleczaj lśniący (Lactarius glutinopalens) rośnie pod jodłami, przeważnie na glebach wapiennych. Ma jeszcze bardziej oślizgły, równomiernie jasnoszary kapelusz, a także bardziej piekące, białe mleczko. Pod brzozami wyrasta mleczaj szaroplamisty (Lactarius vietus), który ma kapelusz bardziej fioletowoszary, również oślizgły, a mleczko bardziej piekące, białe, w miarę wysychania szarozieleniejące.

## Występowanie i siedlisko
Stanowiska tego gatunku podano w Europie, Ameryce Północnej, Azji i na Nowej Zelandii. W Polsce jest pospolity. Jest jednym z najczęściej występujących mleczajów. Notowany jest na całym obszarze kraju, zarówno na niżu, jak i w górach. W Tatrach znaleziono go na wysokości 1400 m n.p.m.
Występuje w różnego typu lasach, zarówno liściastych, jak iglastych. Preferuje tereny o dużej wilgotności, porosłe mchami. Związany jest z brzozami, bukami, lipami.
Naziemny grzyb mykoryzowy. Jest niejadalny.